# Vestnost
Vestnost je osebnostna lastnost, ki vključuje lastnosti, ki se nanašajo na socialno predpisani vedenjski in kognitivni nadzor nad seboj, npr. odgovornost, pozornost, previdnost, vztrajnost, redoljubnost... Visoko vestnost so nekateri avtorji označili tudi kot pripravljenost slediti avtoriteti in se prilagajati družbenim normam, kar je blizu Freudovem pojmovanju superega in vesti. Vestnost naj bi bila po Freudu produkt superega, ki se razvije iz rešitve konflikta med otroško seksualnostjo in s strani vodene socializacije.
Ima obširno zgodovino raziskovanja, od ene izmed 17.953 osebnostnih lastnosti, do tega, da velja za najboljši osebnostni prediktor v šoli in na delovnem mestu.

## Struktura vestnosti
Trenutno ni ne konceptualnega ne empiričnega konsenza glede strukture vestnosti. Več avtorjev je teoretično poskušalo organizirati nižjenivojske faktorje vestnosti. Hough ter Mount in Barrick menijo, da lahko vestnost razdelimo na dve področji: storilnost in zanesljivost. Storilnost predstavlja kapaciteto za delavnost in doseganje izzivov, medtem ko je zanesljivost bolj interpersonalna komponenta, ki se kaže v lastnostih, kot sta odgovornost in ubogljivost.
Costa, McCrae in Dye  dimenzijo vestnosti opisujejo kot: urejeno, samokontrolirano, samodiscipinirano, organizirano obnašanje; čut reda, odgovornosti in dolžnosti; skrbnost, vestnost, zanesljivost; zaupanje vase, kompetentnost; delavnost, storilnost; preudarnost NASPROTI neurejenosti, nezanesljivosti, brezbrižnosti, nemarnosti, nevestnosti, neodločnosti, ležernosti, odlaganju dolžnosti, lenobnosti, popuščanju impulzom, nezaupanju vase.

### Stabilnost vestnosti
Vprašanja, ki se nanašajo na stabilnost osebnostnih dimenzij imajo pomembno vlogo v razvojni psihologiji in psihologiji osebnosti. Caspi s sod. meni, da v  splošnem lahko opazimo trend razvoja osebnostnih lastnosti k principu zrelosti – in sicer na način, da odražajo povečano psihološko zdravje in izboljšane zmožnosti za izpolnjevanje socialnih vlog odraslega. Povprečna vrednost vestnosti naj bi z leti naraščala.
Obstajajo pa tudi številne kritike principa zrelosti. Glavna kritika je nekonsistentnost med študijami v velikosti starostnih razlik in določanju trendov. Nekatere študije kažejo na porast vestnosti pri mladih odraslih, kasneje pa je  konsistentna ali pa v srednjih letih začne rahlo upadati. Druge študije pa kažejo na linearen porast  vestnosti skozi življenje.
Wortman s sod. je v svoji raziskavi ugotovila, da starejši posamezniki dosegajo višje rezultate vestnosti v primerjavi z mlajšimi. Med mlajšimi skupinami se longitudinalni trendi skladajo z ugotovitvami transverzalnih raziskav. To pa ne velja za starejše skupine. 

## Razlike med spoloma v vestnosti
Med spoloma naj bi prihajalo do razlik v osebnostnih dimenzijah zaradi socialnih izkušenj, ki so specifične za posamezni spol  in bioloških razlik med spoloma.
Vecchione, Alessandri, Barbaranelli in Caprara so v svoji raziskavi ugotovili, da so ženske dosegale na dimenziji vestnost pomembno višje rezultate v primerjavi z moškimi. Skladno s tem so v raziskavi F. De Fruyt s sod. . ugotovili, da obstajajo razlike med spoloma v vestnosti. Fantje naj bi bili manj vestni od deklet, in sicer na treh facetah vestnosti: koncentracija, vztrajnost in redoljubnost.
Zupančič, Slobodskaya in Knyazev so ugotovili, da so slovenski in ruski starši na ravni robustnih osebnostnih potez dekleta opisali kot bolj vestna v primerjavi s fanti, zlasti od obdobja srednjega otroštva dalje, kar se sklada z rezultati raziskave De Fruyt, Van Hiel in Buyst, ki so ugotovili, da starši v opisih deklet uporabljajo več besed, ki se nanašajo na vestnost v primerjavi s fanti. Tudi ugotovitve raziskav, ki so uporabile vprašalnik ICID, se skladajo z ugotovitvijo, da so dekleta bolj vestna od fantov. Dekleta opisujejo kot bolj organizirana in orientirana k uspehu, fante pa kot odvrnljive in bolj aktivne.
Ločimo tri modele razlik v dosežkih na osebnostnih vprašalnikih med moškimi in ženskami: biološki, sociokukturni in biosocialni. Biološki model predpostavlja, da so dobljene razlike med spoloma v osebnosti posledica prirojenih razlik v temperamentu med spoloma. Sociokulturni model razlik med spoloma predpostavlja, da socialni in kulturni faktorji vplivajo na razlike med spoloma v osebnosti. Spolne vloge določajo vedenje, ki je primerno za moške in ženske. Posameznikovo vedenje lahko oblikuje njegovo osebnost in odzive na postavke na vprašalnikih osebnosti (podobno velja za stereotipe). Tretji model pa je biosocialni. Moške in ženske zaznavamo različno zaradi opaznih razlik v vedenju, ki jih povežemo z razlikami v temperamentu med spoloma. Moške in ženske obravnavamo drugače zaradi stereotipov, ki so posledica razlik v vedenju. Če socialno delovanje vpliva na razvoj osebnosti, socialni faktorji povečajo prirojene spolne razlike.

## Vestnost in delovna uspešnost
Raziskave kažejo, da je vestnost pomemben korelat delovne uspešnosti. Hurtz in Donovan prav za vestnost opredeljujeta, da je najmočneje povezana z delovno uspešnostjo, povprečna korelacija med obema dimenzijama naj bi bila 0,22. Vendar pa vestnost po mnenju nekaterih ne napoveduje delovne uspešnosti na vseh delovnih mestih – uspešnost managerjev naj bi bila namreč neodvisna od njihove vestnosti, ugotavljajo raziskovalci.
Costa in McCrae ugotavljata, da naj bi vestnost napovedovala, v kolikšni meri so posamezniki delovni, organizirani, odvisni in zanesljivi. Visoko vestni delavci naj bi bili po pričakovanjih bolj sposobni prenesti njihov z delom povezan zanos v višjo delovno uspešnost. Vestni posamezniki naj bi bili tako v povprečju bolje organizirani, skrbni, temeljiti, usmerjeni v cilj in delovni.

### Vestnost in soočanje s stresom
Pričakuje se, da se bodo strategije soočanja s stresom razlikovale med posamezniki in da bo nanje vplivala posameznikova osebnost . Kontraproduktivno delovno vedenje predstavlja atipično vedenje za zaposlene, ki so zelo vestni in sprejemljivi. Če se ti zaposleni izmikajo kontraproduktivnemu delovnemu vedenju na splošno, potem se bojo najverjetneje takšnemu vedenju izmikali tudi kot odgovor na stresorje pri delu. Čeprav nekateri avtorji menijo, da je kontraproduktivno delovno vedenje v nasprotju z naravno tendenco visoko vestnik in sprejemljivih , pa se drugi ne strinjajo s tem. Pravijo, da stres rezultira v neproduktivnem delovnem vedenju predvsem pri tistih delavcih, ki dosegajo nižje rezultate na vestnosti in sprejemljivosti. Nathan A. Bowling in Kevin J. Eschleman sta v svoji raziskavi predpostavila, da bo vestnost zmerno napovedovala zvezo med stresorji na delovnem mestu in med kontraproduktivnim delom. Pokazalo se je, da je vestnost vplivala na učinke vloge stresorjev, na organizacijske omejitve in na medosebne konflikte.

## Vestnost in akademska uspešnost
Raziskave kažejo, da med petimi velikimi faktorji prav vestnost največ pripomore k dobremu učnemu uspehu oziroma ga celo bolje napoveduje kot kognitivne sposobnosti, pri čemer naj bi bili nižjenivojski faktorji še boljši prediktorji učnega uspeha kot splošen faktor.
Številne raziskave so pokazale, da vestnost napoveduje uspešnost izvajanja naloge v različnih kontekstih.
Noftle in Robins sta na 4 različnih vzorcih s 4 različnimi merami vestnosti  ugotovila, da vestnost napoveduje povprečje ocen (College grade point average – GPA). O`Connor in Paunonen (2007; v: Corker, Oswald in Donnellan, 2012) sta v metaanalizi povzela ugotovitve raziskav o povezavi med vestnostjo in merami akademske uspešnosti, kot so ocene. Vestnost je bila pomemben prediktor akademske uspešnosti (r = 0,25; k = 16). 
Paunonen in Ashton sta ugotavljala povezave med facetami vestnosti in končnimi ocenami študentov in ugotovila, da vestnost, sestavljena iz 6 facet (dosežek, kognitivna struktura, všečnost, vztrajnost, red in negativna impulzivnost) pozitivno korelira s končnimi ocenami. Odkrila sta pomembne razlike v stopnji pomembnosti posameznih facet pri napovedi akademske uspešnosti. Najbolj pomembna je bila faceta dosežek ( zajema motivacijo za doseganje visoke ravni uspešnosti). Faceta reda (tendenca k urejenosti in redoljubnosti) pa  ni bila pomembna pri napovedovanju uspeha. Do podobnih ugotovitev sta prišla tudi Noftle in Robins. Ugotovila sta, da faceta  prizadevanje za dosežek vprašalnika NEO-PI-R napoveduje povprečne ocene nekoliko bolje kot vestnost, medtem ko faceta reda ni bila pomembna pri napovedi povprečne ocene. 

## Vestnost in subjektivno blagostanje
Na psihično blagostanje vpliva veliko različnih dejavnikov in eni izmed teh so poleg samopodobe, samospoštovanja, ciljev in vrednot tudi osebnostne lastnosti. Najbolj naj bi se s subjektivnim blagostanjem povezovala ekstravertnost in nevroticizem, saj  naj bi bolj zadovoljne in srečne osebe imele višje rezultate na faktorju osebnosti in nižje pri nevroticizmu, prav tako pa se nekoliko bolj kot ostali nagibajo k vestnosti in prijetnosti Musek, J. (2005a). Psihološke in kognitivne študije osebnosti. Ljubljana: Oddelek za psihologijo, Univerza v Ljubljani.</ref> V raziskavi so Isabel Albuquerque in sod. pokazale, da nevroticizem, ekstravertnost in vestnost pojasnijo največ variance. Hkrati se je pokazalo, da so vsi trije faktorji povezani s komponentami subjektivnega blagostanja (negativni in pozitivni afekt in življenjsko zadovoljstvo). Nevroticizem najbolj pojasnjuje negativni afekt, hkrati pa pojasnjuje tudi pomemben delež variance pri pozitivnem afektu in pri faktorju življenjskega zadovoljstva. Ekstravertnost najbolje napoveduje predvsem pozitivni afekt, medtem ko vestnost pojasnjuje približno enako količino tako negativnega kot tudi pozitivnega afekta.
Da bi razumeli, da je osebnost povezana z mnogimi dejavniki zdravja, moramo hkrati vedeti tudi nekaj o naravi osebnosti. Če osebnost napoveduje zdravje in dolžino življenja morajo biti rezultati seveda zanesljivi, veljavni in pomembni za realni svet. Ženske, ki dosegajo visoke rezultate na vestnosti in nizke na nevroticizmu naj bi bile v naslednjih desetletjih manj nagnjene k smrti, hkrati pa naj bi bile tudi fizično, socialno in subjektivno bolj zdrave v starejših letih.